# Tefal
Tefal es una marca francesa fabricante de cacerolas y pequeños accesorios de cocina perteneciente a Groupe SEB. Su nombre corto deriva de la combinación de las palabras Teflón y aluminio. En Norteamérica, Brasil y Japón, los productos de la compañía son vendidos bajo el nombre T-Fal.
Tefal es conocido por inventar la categoría de utensilios de cocina antiadherentes.

## Eslogan
- 1968-1980 : Libertad cocina Tefal.
- 1980-1989 : Tefal, la mejor comida
- 1989-1997 : Tefal, piensas en todo.
- 1997-2005 : Tefal tener éxito.
- 2005-2009 : Tefal, cómo pasar?
- Desde 2009: ¿Te falta... Tefal?